# Telchac Pueblo
Telchac Pueblo är en ort i Mexiko.   Den ligger i kommunen Telchac Pueblo och delstaten Yucatán, i den östra delen av landet, 1 000 km öster om huvudstaden Mexico City. Telchac Pueblo ligger 9 meter över havet och antalet invånare är 3 464.
Terrängen runt Telchac Pueblo är mycket platt. Runt Telchac Pueblo är det ganska tätbefolkat, med 100 invånare per kvadratkilometer. Närmaste större samhälle är Motul, 12,0 km söder om Telchac Pueblo. Trakten runt Telchac Pueblo består till största delen av jordbruksmark.